# Ricordati Venezia
Ricordati Venezia (Your Ticket Is No Longer Valid) è un film canadese del 1981 diretto da George Kaczender e basato su un romanzo di Romain Gary.